# Zork
Zork je jedna od prvih računalnih avantura te svoje postojanje uveliko može zahvaliti Colossal Cave Adventure, igri koja je neslužbeno prethodnica i začetnica žanra. Prva verzija igre nastala je negdje između 1977. i 1979. godine na sveučilištu MIT, a njezini autori su Tim Anderson, Marc Blank, Bruce Daniels i Dave Lebling tada članovi MIT Dynamic Modeling Group. Igra je pisana u MDL programskom jeziku za DEC PDP-10 seriju mainframe računala.
Riječ je o klasičnoj tekstualnoj avanturi gdje igrač upisivanjem tekstualnih naredbi upravlja svojim likom i komunicira s okolinom. Ono po čemu je Zork bio poseban i prepoznatljiv jest vrlo kvalitetan način pripovijedanja te izrazito sofisticirani način raščlanjivanje teksta (engl. parsing). Iako je originalna igra bila samo jedna, prilikom izdavanja igre za komercijalno tržište podijeljena je u tri nastavka: Zork: The Great Underground Empire, Zork II: The Wizard of Frobozz i Zork III: The Dungeon Master.  